# Henrik Jakob Müller
Henrik Jakob Müller, född 4 december 1821 i Vestre Slidre, Valdres, död 25 augusti 1886 i Horten, var en norsk sjöofficer. Han var brorson till Jochum Nikolai Müller.
Müller blev officer 1840, var 1854–69 lärare vid sjökrigsskolan, blev 1882 kommendör och 1883 kårbefälhavare vid flottan. Han var ledamot av flera kungliga kommittéer, utgav Søkrigshistoriens vigtigste begivenheder (1863) och Søkrigen i Amerika 1861–63 (1868) och var redaktör av "Norsk tidsskrift for søvæsen", I–IV (1882–86). Han var ledamot av Örlogsmannasällskapet i Karlskrona (1869) och av Krigsvetenskapsakademien (1884).